# Papilio phestus
Papilio phestus är en fjärilsart som beskrevs av Guérin-Méneville 1830. Papilio phestus ingår i släktet Papilio och familjen riddarfjärilar. Inga underarter finns listade i Catalogue of Life.